# Блуденц (округ)
Блуденц (нем. Bezirk Bludenz) — округ в Австрии. Центр округа — город Блуденц. Округ входит в федеральную землю Форарльберг. Занимает площадь 1287,52 км². Плотность населения 49 человек/км². Администрация округа размещается во дворце Гайенхофен.

## География
Озёра: Брюллендер-Зе, Зевальдзе, Люнерзе, Монцабонзе, Херцзе, Шайдзен, Шварцзе.

## Города и общины
Общины
Города
1. Блуденц (14 035)

Ярмарки
1. Ненцинг (6 029)
2. Шрунс (3 908)

Общины
1. Бартоломеберг (2 255)
2. Блонс (332)
3. Блудеш (2 234)
4. Бранд (696)
5. Бюрс (3 162)
6. Бюрзерберг (518)
7. Далас (1 559)
8. Фонтанелла (429)
9. Гашурн (1 647)
10. Иннербрац (988)
11. Клёстерле (746)
12. Лех-на-Арльберге (1 900)
13. Лорюнс (295)
14. Лудеш (3 062)
15. Нюцидерс (4 793)
16. Раггаль (896)
17. Санкт-Антон (700)
18. Санкт-Галленкирх (2 258)
19. Санкт-Герольд (383)
20. Зильберталь (879)
21. Зоннтаг (Форарльберг) (704)
22. Шталлер (266)
23. Тюринген (2 258)
24. Тюрингерберг (687)
25. Чаггунс (2 298)
26. Фанданс (2 684)